# 六百角形
六百角形（ろっぴゃくかくけい、ろっぴゃくかっけい、hexahectogone）は、多角形の一つで、600本の辺と600個の頂点を持つ図形である。内角の和は107640°、対角線の本数は179100本である。

## 正六百角形
正六百角形においては、中心角と外角は0.6°で、内角は179.4°となる。一辺の長さが a の正六百角形の面積 S は
{\displaystyle S=150a^{2}\cot {\frac {\pi }{600}}}

### 正六百角形の作図
正六百角形は定規とコンパスによる作図が不可能な図形である。
正六百角形は折紙により作図が不可能な図形である。